# 佐竹政和
佐竹 政和（さたけ まさかず、1947年5月11日 - ）は、大阪府出身の元アマチュア野球選手（捕手）。元野球解説者。

## 経歴
扇町商業高校では2年生の時、捕手として1964年秋季近畿大会府予選準決勝に進むが興國高の谷博信に抑えられ敗退。
関西大学に進学。同期のエース久保田美郎らとバッテリーを組む。関西六大学野球リーグでは1967年春季リーグで優勝。1969年には主将として春秋季リーグ連続優勝を果たし、記者クラブ賞を獲得。同年の全日本大学野球選手権大会では準決勝に進むが、エース佐藤道郎を擁する日大に完封負けを喫する。大学の1年下に外野手の白滝政孝がいた。
卒業後は日本生命に入社。1970年の都市対抗に左翼手、四番打者として出場。2回戦に進むが三菱重工神戸に敗れる。1972年からは捕手に戻る。1977年の都市対抗は準々決勝に進むが、熊谷組に敗退。1979年から監督を兼ね、同年の都市対抗で10年連続出場表彰を受ける。1981年の社会人野球日本選手権では百村茂樹、佐藤清らの強力打線の援護もあって準決勝に進むが、大昭和製紙北海道に敗退。この大会では優秀選手賞を獲得。1983年の社会人野球日本選手権でも準決勝に進むが東芝に惜敗、同年の社会人ベストナインに選出される。1985年の都市対抗では決勝で東芝に逆転勝ち、初優勝を飾った。またチームとして20年連続出場特別表彰を受ける。1975年のインターコンチネンタルカップ、1976年、1978年、1980年のアマチュア野球世界選手権日本代表にも選出されている。1986年に引退。引退後は1996年に山形県のスポーツアドバイザーを務める傍、高校野球の解説者も勤めた。2009年には豊田大谷高校監督に就任。